# Countryfolk
Countryfolk is een muziekfusion die voortkomt uit een combinatie van countrymuziek en folk. De mate waar beide muziekstijlen zijn vertegenwoordigd varieert per artiest.
Meer dan in de muziekstijlen waar ze uit voortkomen, schrijven veel musici in de countryfolk hun liedjes zelf. Deze bestaan vaak uit doordachte songteksten die emotioneel vaak complex in elkaar steken. Hiermee wordt vastgehouden aan de traditie van singer-songwriters die werd gevestigd door onder meer Bob Dylan.
Countryfolk maakt vaak een verschil door een rijper en zachter gevoel dan in de meeste countrymuziek te horen is. De countryfolk is vaak meer in trek bij folk- dan bij countryliefhebbers.